# کارادنیز ارغلی
کارادنیز ارغلی {به ترکی استانبولی|Karadeniz Ereğli} شهری است در کشور ترکیه که در استان زنگولداغ واقع شده‌است. جمعیت این شهر بر اساس سرشماری سال ۲۰۰۸ میلادی ۹۸٬۵۴۵ نفر و بر اساس برآوردهای سال ۲۰۰۹ میلادی ۹۹٬۲۹۸ نفر می‌باشد.